# Володимир Палчинський
Володимир Палчинський (хресне ім'я Василь; нар. 4 січня 1939, Чесанів) — український церковний діяч УГКЦ, ієромонах-василіянин, протоконсультор провінції Найсвятішого Спасителя (1987–1992), ігумен василіянських монастирів у Золочеві (1989—1996) та Івано-Франківську (1997–2008).

## Життєпис
Василь Палчинський народився 4 січня 1939 року в місті Чесанів Любачівського повіту в Польщі в сім'ї Івана та Стефанії-Катерини. У сім'ї було семеро дітей — троє хлопців і четверо дівчат. Після війни родину переселили у село Родатичі Городоцького району на Львівщині. У 1952 році в Родатичах Василь закінчив неповну середню школу й пішов на роботу, щоб допомагати рідним. У 1958 році був призваний в армію — служив під Ленінградом і в Тюмені. Після демобілізації в 1962 році влаштувався на роботу й одночасно закінчив у Львові середню школу (вечірнє відділення). Після школи планував вступити до Політехнічного інституту на будівельника-конструктора, однак ці плани не вдалося реалізувати.
У травні 1963 року вступив до Василіянського Чину, в якому на облечинах отримав монаше ім'я Володимир, а 9 червня 1965 року склав перші монаші обіти. Закінчив підпільні філософсько-богословські студії в ЧСВВ. 31 грудня 1971 року склав вічні обіти у Василіянському Чині. 29 січня 1972 року на приватній квартирі монахинь-василіянок в Івано-Франківську єпископ Іван Слезюк у присутності владики Софрона Дмитерка і о. Василя Мендруня висвятив Володимира Палчинського на священника. Тоді він працював реставратором у Львівському музеї етнографії і одночасно виконував підпільне священниче служіння. Обслуговував Золочівщину, Жовківщину, Яворівщину, Сокальщину, їздив у Добромиль, Хирів, бував у Києві. Служив літургії, хрестив дітей, давав шлюби.
У період виходу УГКЦ з підпілля брав участь у поверненні греко-католицьким громадам церков у Золочівському районі. У 1987 році із початком каденції протоігумена о. Василя Мендруня був обраний на уряд провінційного протоконсультора (вікарія) і виконував це служіння до 1992 року. У 1989–1996 роках був ігуменом Золочівського василіянського монастиря. За його урядування відбуловано монастирську церкву Вознесіння та церкву святого Миколая, збудовано нову будівлю монастиря. В 1997–2008 роках — ігумен василіянського монастиря Христа-Царя в Івано-Франківську.

## Нагороди і відзнаки
- «Почесний громадянин Золочівського району» (21 липня 2009)[2]
- «Гордість Івано-Франківської територіальної громади»